# The Brox Sisters

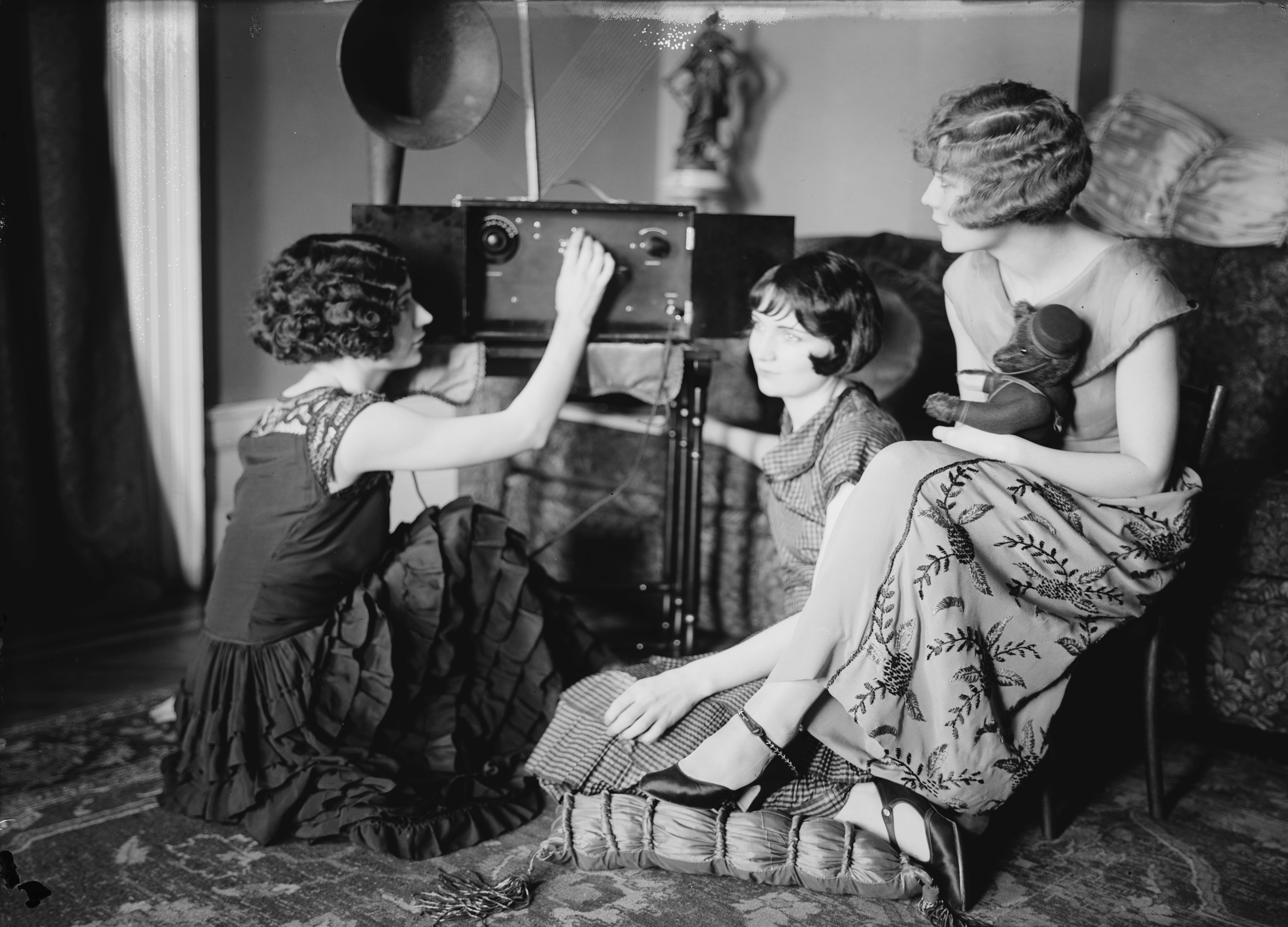
The Brox Sisters schalten das Radio an.
Von links nach rechts:Patricia, Bobbe, Lorayne

The Brox Sisters war eine US-amerikanische A-cappella-Girlgroup. Das Gesangstrio war in den 1920er und Anfang der 1930er Jahre in den USA als weibliche Jazz-Gesangsgruppe erfolgreich.

## Mitglieder

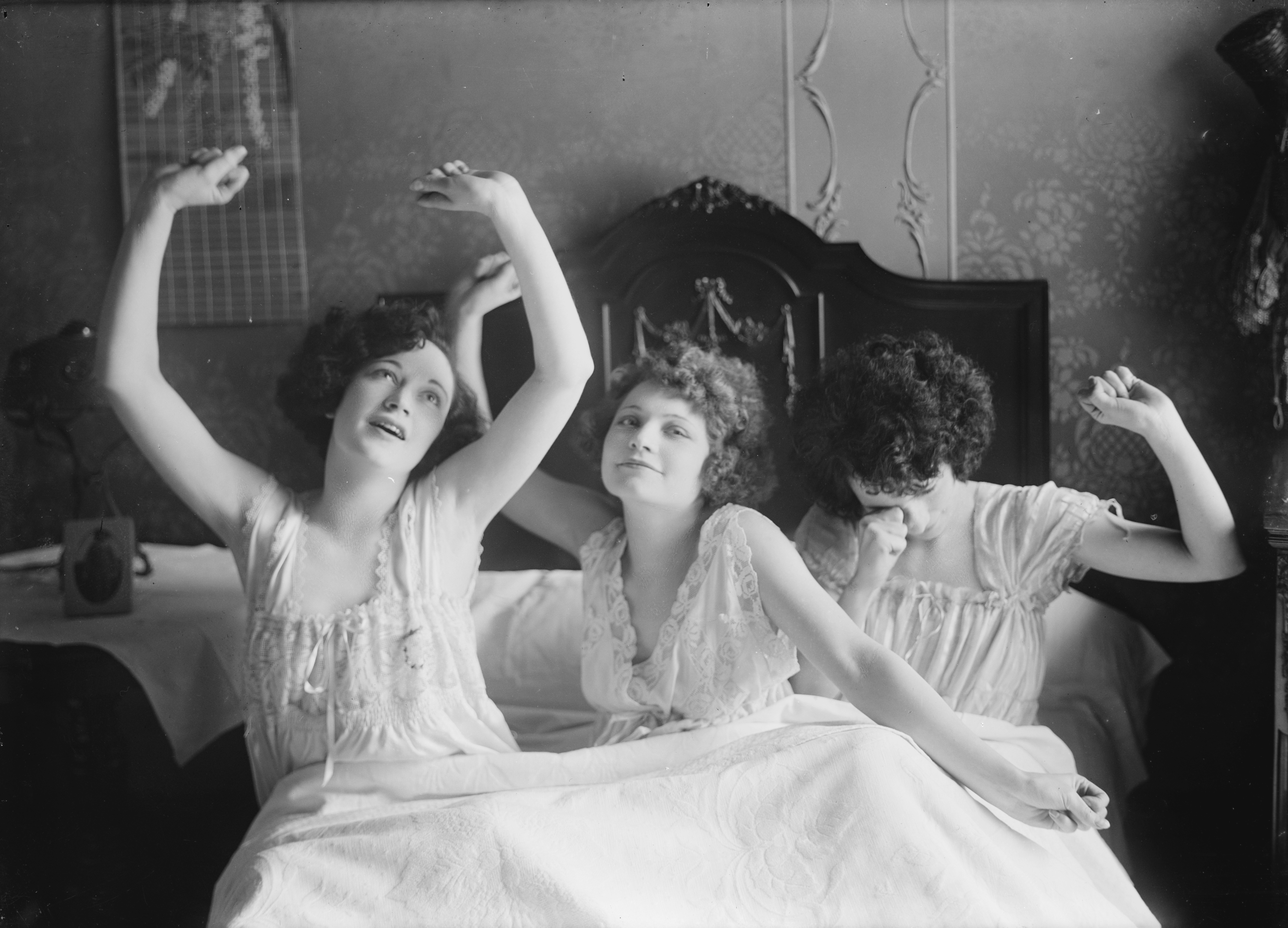
Brox Sisters Mitte der 20er Jahre
Von links: Patricia, Lorayne, Bobbe

Das Gesangstrio bestand aus drei leiblichen Schwestern:
Josephine („Bobbe“) Brox (* 1900 in Memphis/Tennessee, † 2. Mai 1999 in Glen Falls im Bundesstaat New York), Eunice („Lorayne“) Brox (* 11. November 1900 in Memphis/Tennessee, † 14. Juni 1993 in Los Angeles/California) und Kathlyn („Patricia“) Brox (* 14. Juni 1903, † 1988). Der ursprüngliche Familienname lautete „Brock“, er wurde wegen der besseren Öffentlichkeitswirksamkeit später in „Brox“ geändert, auch die Vornamen der Schwestern wurden geändert. Josephine Brox änderte ihren Vornamen zunächst in „Dagmar“, bevor sie endgültig den Künstlernamen „Bobbe“ annahm.
Bobbe Brox heiratete 1928 William Perlberg, einen Manager der Künstleragentur „William Morris“, der später ein bedeutender Filmproduzent in Hollywood wurde. Die Ehe, aus der ein Sohn stammt, wurde Mitte der 1960er Jahre geschieden, und 1969 heiratete Bobbe Brox in zweiter Ehe den Komponisten Jimmy Van Heusen, der zahlreiche Hits für Bing Crosby und Frank Sinatra geschrieben hatte.

## Karriere

### Broadway-Shows 1921–1927

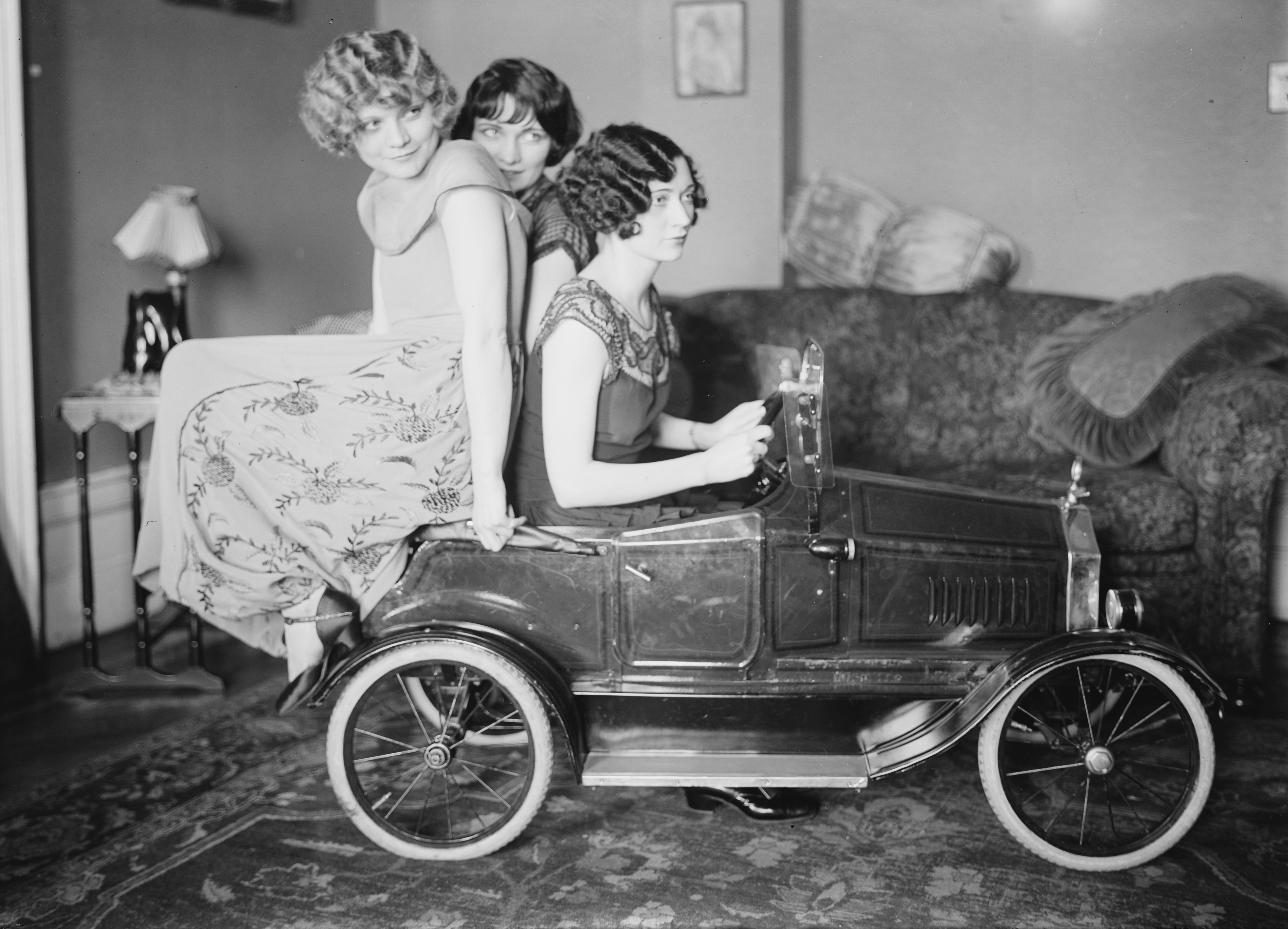
Brox Sisters mit Spielzeugauto, 2. Hälfte der 20er Jahre
Von links: Lorayne, Bobbe, Patricia

Nachdem sie bereits im Teenageralter als Gesangstrio mit Jazz-Orchestern aufgetreten waren, schrieb Irving Berlin 1921 speziell für die drei Schwestern den Song Everybody Step und die Brox Sisters wurden die Attraktion von Irving Berlins Broadway-Show The Music Box Revue, die von 1921 bis 1924 im New York Theatre lief. In den Jahren 1925 und 1926 traten die Brox Sisters zusammen mit den Marx Brothers in der Broadway-Komödie Cocoanuts auf. 1927 traten sie zusammen mit dem Komiker Eddie Cantor in der Broadway-Show Ziegfeld Follies of 1927 im New Amsterdam Theater auf. 

### Schallplatten
Im März und April 1922 nahmen die Brox Sisters ihre erste Schallplatte auf, das von Irving Berlin komponierte School House Blues und Some Sunny Day, die bei Brunswick Records erschien. Bis März 1924 erschienen weitere fünf Singles bei Brunswick, darunter die Songs Learn To Do The Strut und Bring On The Pepper von Irving Berlin. Auch die erste Single, die die Brox Sisters für Victor Records aufnahmen, war ein Song von Irving Berlin: Lazy. Bis 1927 erschienen acht weitere Singles auf dem Victor-Label, die alle in den Tonstudios in Camden/New Jersey aufgenommen wurden.

### Filme 1927–1932
Nach zwei Kurzfilmen, in denen sie 1927 (Down South) und 1928 (Headin' South) mitwirkten, war ihre erste Rolle in einem Kinofilm in Hollywood Review Of 1929, in dem fast alle Stars, die damals bei MGM unter Vertrag waren, auftraten. Der von den Brox Sisters gesungene Titel Singin' In The Rain wurde ein Evergreen. 1930 folgten die Filme Spring Is Here, The Dogway Melody und The King Of Jazz. In dem Film King of Jazz werden sie bei dem Titel A Bench In The Park von dem Orchester Paul Whiteman und dessen Vokaltrio Rhythm Boys begleitet, das aus Bing Crosby, Harry Barris und Al Rinker bestand. Ihren letzten Auftritt in einem Hollywoodfilm hatten sie 1932 in Hollywood On Parade.
Nachdem die Brox Sisters sich 1932 als Gesangsgruppe aufgelöst hatten, vor allem weil Bobbe Brox als Mrs. Perlberg mittlerweile die Frau eines einflussreichen Hollywoodproduzenten war und in dieser Funktion nicht gleichzeitig als Sängerin tätig sein konnte bzw. wollte, traten die Brox Sisters noch einmal 1939 gemeinsam auf. Anlässlich der öffentlichen Vorstellung von Irving Berlins neuem Film Alexander's Ragtime Band wirken die Brox Sisters in einer landesweit ausgestrahlten Radiosendung, die von Al Jolson moderiert wurde, mit, um die Promotion des Films zu unterstützen.

### Musikhistorische Bedeutung
Musikhistorisch gesehen stehen die Brox Sisters am Anfang einer langen Reihe von Girlgroups, hatten musikalisch und von der Art der Vermarktung Vorbildcharakter für die weiblichen Gesangsgruppen der Jazz-Ära und können als Vorläuferinnen der Boswell Sisters und Andrews Sisters gesehen werden. 